# Ngân Hải
 Ngân Hải (银海区) là một quận của thành phố Bắc Hải, Quảng Tây, Trung Quốc. Quận này có 5 trấn và 39 làng.
- Diện tích: 423 km²
- Dân số: 130.000
- Huyện lỵ: Dân Châu Đại Đạo (明珠大道)

## Các đơn vị hành chính
Năm trấn
- Cao Đức (高德)
- Tây Đường (西塘)
- Hàm Điền (咸田)
- Kiều Cảng (侨港)
- Phúc Thành (福成)